# 隆斯塔 (亞利桑那州)
隆斯塔（英語：Lone Star）是位於美國亞利桑那州葛蘭姆縣的一個非建制地區。該地的面積和人口皆未知。

## 地理
隆斯塔的座標為32°48′59″N 109°40′52″W / 32.81639°N 109.68111°W，而該地的平均海拔高度為900米（即2953英尺）。